# Шеснаеста словеначка ударна бригада
Шеснаеста словеначка ударна бригада „Јанко Премрл Војко” (позната и као Идријска бригада) формирана је 26. септембра 1943. године од делова Идријског НОП одреда и јединица које су после капитулације Италије формиране на подручју Церкна и Идрије. Тада је имала три батаљона са око 700 бораца, а у октобру укључен је у њен састав и 1. батаљон Доломитског НОП одреда. Почетком октобра ушла је у састав Триглавске дивизије.

## Борбени пут бригаде
У новембру и децембру 1943, бригада је често водила борбе с немачким снагама, које су покушавале да из правца Шкофје Локе и Идрије продру на ослобођену територију Церкна. Средином јануара 1944, у саставу 31. дивизије, пренела је дејства у Полхограјске доломите и Пољанску долину, где је извршила низ напада на непријатељске снаге. Крајем јануара под притиском јаких немачких снага повукла се на Жировски врх и одатле у рејон Церкна и Идрије. Посебно се истакла у акцији на рудник живе у Идрији 5. фебруара 1944, када је група њених бораца минирала 4 црпке, због чега је већи део рудника био поплвљен водом. Дејствујући у ширем граничном појасу Словеначког приморја и Горењске, бригада је у борби с Немцима извршила низ успешних акција, међу којима се истичу уништење магазина бензина у Постојнској јами 22. априла, тешке борбе код Чепована, Локовца и Шебреља 6-11. јуна с јаким немачким снагама које су продрле на ослобођену територију Трновског гозда и Бањшке планоте, у акцији Деветог корпуса на железничку пругу и путне комуникације у долини реке Баче, на одсеку Худајужна-Подбрдо, од 29. јуна до 2. јула, када је уништила непријатељева упоришта Мохорц и Прангер, уништење белогардијског упоришта Хотавље у Пољанској долини 18. јула. Од 13. до 25. августа обезбеђивала је транспорт рањеника у Нотрањску, а после поватка, 1. септембра учествовала је у обезбеђењу напада на Чрни Врх. У новембру је учествовала у одбрани слободне територије на подручју Војско, Трибуша, Ледине, Врсник, да би се 11. децембра поновно пребацила у Пољанску долину, а 15. фебруара 1945. уништила белогардијско упориште Вехарше. У последњој немачкој офанзиви на ослобођену територију Словеначког приморја од 19. марта до 3. априла водила је веома тешке борбе на подручју Трновског гозда и Бањшке планоте, а у противофанзиви јединица Деветог корпуса за коначно ослобођење земље, уништила је 20. априла непријатељева упоришта Пуштал и Средњи Локовец и до 28. априла избила на Крас. Већ 1. маја јединице бригаде ослободиле су Набрежину, а 3. маја пребациле се у Монфалконе, где се завршио њен борбени пут.
Одликована је Орденом братства и јединства и Орденом заслуга за народ.

## Командни састав
Команданти:
- Милан Томинец: 23. септембар 1943 - 19. јануар 1944.
- Јоже Авсец-Чапајев: 19. јануар - 8. фебруар 1944 .
- Албин Дролц-Кртина: 9. фебруар - 6. мај 1944.
- Отон Врхунец: 6. мај - 20. мај 1944.
- Јоже Михевц-Рудар: 20. мај - 20. јун 1944.
- Станко Петелин: 23. јун - 3. септембар 1944.
- Франц Немгар: 3. септембар - 19. децембар 1944.
- Фердо Толар-Мирко: 25. децембер 1944 - 14. марец 1945.
- Рудолф Грижељ-Вардар: 14. март - 28. март 1945.
- Душан Вукадиновић: 28. март 1945 ->

Политички комесари:
- Хенрик Здешар: 23. септембар - 8. новембар 1943.
- Винко Шумрада-Радош: 8. новембар 1943 - 8. јануар 1944.
- Јоже Кук-Бранко: 8. јануар - 3. септембар 1944.
- Јоже Черин: 8. септембар - 12. децембар 1944.
- Јоже Ленарт: 12. децембар 1944 - 20. март 1945.
- Јоже Берце-Руди: 20. март 1945 ->

Заменици команданта:
- Отон Врхунец: 23. септембар 1943 - 3. фебруар 1944.
- Франц Јернејц-Милче: 3. фебруар - 22. март 1944.
- Франц Немгар: 15. април - 20. мај 1944 .
- Мирко Дукић: 20. мај - 3. септембар 1944.
- Фердо Толар-Мирко: 3. септембар - 20. септембар 1944.

Заменици политичког комесара:
- Отон Врхунец: 23. септембар - 6. октобар 1943.
- Август Јереб-Рок: 6. октобар - 10. новембар 1943.
- Антон Милич-Марко: 10. новембар 1943 - 3. јануар 1944.
- Петар Алфиревић-Перо: 8. јануар - март 1944.
- Јарослав Чихак-Јарош: март 1944.
- Миран Барток: април 1944 - 25. мај 1944.
- Иван Пунтар-Губец: 25. мај - септембар 1944.
- Радован Доленц-Перун: септембар 1944 - 8. октобар 1944.
- Јоже Сагадин: 8. октобар 1944 ->

Команданти Штаба:
- Јоже Авсец-Чапајев: 28. децембар 1943 - 19. јануар 1944.
- Отон Врхунец: фебруар 1944 - март 1944.
- Антон Бавец-Цене: 15. март - 6. мај 1944.
- Мирко Дукић: 6. мај - 20. мај 1944.
- Антон Бавец-Цене: мај 1944 - 3. септембар 1944.
- Љубо Ненезић: 2. септембар - 20. септембар 1944.
- Фердо Толар-Мирко: 20. септембар - 25.децембар 1944.
- Павле Когеј: 25. децембар 1944 ->